# Морган (фильм)
«Морган» (англ. Morgan) — научно-фантастический фильм режиссёра Люка Скотта, вышедший в сентябре 2016 года.

## Сюжет
Компания, занимающаяся биоинженерией, отправляет специалиста по управлению рисками расследовать инцидент в отдалённой лаборатории. Ли Уэзерс, молодая малоэмоциональная женщина в строгом костюме, прибывает на объект (ей приказано никого не выпускать за его пределы), где знакомится с командой учёных. Здесь создан опытный образец человеческого гибрида по имени Морган. Фактически Морган пять лет, но она выглядит как девушка, быстро прогрессируя в физическом и умственном развитии. Многие из учёных привязаны к ней и воспринимают её как человека. Ли не разделяет их восторгов, называя Морган «оно».
Учёные считают инцидент с нападением Морган на человека случайностью, это произошло после того, как ей разрешили впервые погулять в лесу, но затем сразу запретили. На помощь Ли направлен психолог, специалист по искусственному интеллекту. Своими провокационными вопросами он вывел Морган из себя, она нападает на него, прокусив ему шею. Морган усыпляют, Ли хочет уничтожить её, однако учёные ей мешают и собираются бежать из лаборатории вместе с Морган. Проснувшаяся Морган убивает почти всю команду, сказав, что, кроме Эми, у неё нет друзей. Она говорит, что знает, для чего её создали, и теперь чувствует себя самостоятельной, отметив, что Ли позднее тоже это поймёт. Вместе с Эми они уезжают в лес, покинув объект.
Ли и диетолог Скип бросаются в погоню. В ходе ожесточённой схватки в лесу Морган удаётся бросить Ли на поваленное дерево, насквозь пробив её тело острым суком. Морган рассматривает поверженного противника, затем убегает и просит Эми быстрее уезжать отсюда. В этот момент за её спиной появляется Ли, которая жестоко забивает её и топит в озере. После этого Ли хладнокровно убивает Эми и Скипа.
Руководство компании обсуждает ситуацию и высоко оценивает работу Ли, отмечая её исполнительность. Из их разговора становится ясно, что Ли является более ранней моделью человеческого гибрида, которая теперь доказала превосходство над новой моделью в виде Морган. В заключительной сцене Ли сидит в кафе и начинает точно такие же движения ладонями, которые делала Морган перед нападением на людей.

## В ролях
| Актёр                | Роль          |
| -------------------- | ------------- |
| Кейт Мара            | Ли Уэзерс     |
| Аня Тейлор-Джой      | Морган        |
| Роуз Лесли           | Эми Менсер    |
| Бойд Холбрук         | Скип Вронский |
| Тоби Джонс           | Симон Циглер  |
| Мишель Йео           | Лю Ченг       |
| Дженнифер Джейсон Ли | Кэти Гриф     |
| Пол Джаматти         | Алан Шапиро   |
| Винет Робинсон       | Бренда Финч   |
| Крис Салливан        | Даррен Финч   |
| Брайан Кокс          | Джим Брайс    |

## Производство
Съёмки фильма начались в Северной Ирландии в 2015 году.

## Оценки
На сайте Rotten Tomatoes фильм имеет рейтинг 40 % со средней оценкой 5,1/10 на основе более чем 120 рецензий. На Metacritic фильм имеет оценку 48/100 на основе 33 обзоров.
Кевин Маэр в рецензии Times писал, что «Морган» напоминает картину «Из машины» и сначала выглядит интригующим, однако в итоге оказывается более посредственным. По его мнению, хотя в фильме поверхностно затрагиваются проблемы генетического вмешательства и этичности клонирования, однако большой перекос сделан в пользу поединков.
Стефани Закарк в Time называет фильм «ничем не примечательным триллером», отмечая хорошую игру актрисы Ани Тейлор-Джой, которая ранее сыграла пуританскую девушку в триллере «Ведьма».
Кассовые сборы в мире составили 8,9 млн долларов, в том числе в США — 3,9 млн.